# Пєтушков Василь Павлович
Василь Павлович Пєтушков (1894, село Ситники Ігуменського повіту Мінської губернії, тепер Республіка Білорусь — 28 квітня 1974, місто Мінськ, тепер Республіка Білорусь) — радянський партійний діяч, 1-й секретар Мордовського обласного комітету ВКП(б). Депутат Верховної Ради СРСР 1-го скликання (1941—1946). 

## Біографія
Народився в родині селянина-бідняка. З квітня 1909 по січень 1915 року — пастух громадського стада селян села Ситники.
У січні 1915 — лютому 1918 року — рядовий 248-го Слов'яно-Сербського полку російської армії на Західному фронті.
У лютому 1918 — квітні 1919 року займався землеробством в господарстві батька в Ситниках.
З квітня 1919 по жовтень 1925 року — рядовий, заступник військового комісара батальйону війська ВЧК—ОДПУ в містах Смоленську, Мінську і Бобруйську.
Член РКП(б) з лютого 1920 року.
У жовтні 1925 — листопаді 1927 року — відповідальний секретар Узденского районного комітету КП(б) Білорусії Мінського округу. У листопаді 1927 — березні 1928 року — відповідальний секретар Смолевицького районного комітету КП(б) Білорусії Мінського округу. З березня по вересень 1928 року хворів, не працював.
У вересні 1928 — квітні 1929 року — заступник директора Мінського сільськогосподарського промкомбінату. У квітні 1929 — травні 1930 року — завідувач відділу культури і пропаганди Фрунзенського районного комітету КП(б) Білорусії міста Мінська.
У травні 1930 — січні 1931 року — відповідальний секретар Октябрського районного комітету КП(б) Білорусії міста Мінська.
У січні — квітні 1931 року — завідувач відділу культури і пропаганди Мінського міського комітету КП(б) Білорусії.
У квітні 1931 — квітні 1933 року — студент Комуністичного університету імені Свердлова у Москві, закінчив два курси.
У квітні 1933 — липні 1935 року — начальник політичного відділу молоком'ясорадгоспу № 344 «Горний Алтай» в селі Стара Барда Старобардинського району Західно-Сибірського краю.
У липні 1935 — січні 1936 року — заступник директора з політичної частини свинарського тресту Омського обласного земельного управління. У січні 1936 — квітні 1937 року — заступник завідувача з радгоспів сільськогосподарського відділу Омського обласного комітету ВКП(б).
У травні 1937 — червні 1938 року — заступник завідувача, завідувач сільськогосподарського відділу Мордовського обласного комітету ВКП(б).
У червні 1938 — січні 1940 року — 2-й секретар Мордовського обласного комітету ВКП(б).
У січні 1940 — січні 1945 року — 1-й секретар Мордовського обласного комітету ВКП(б).
У січні 1945 — березні 1948 року — 2-й секретар Могильовського обласного комітету КП(б) Білорусії.
У березні 1948 — грудні 1949 року — представник Ради у справах колгоспів при РМ СРСР по Херсонській області УРСР.
У грудні 1949 — квітні 1953 року — представник Ради у справах колгоспів при РМ СРСР по Чернігівській області УРСР.
У квітні 1953 — липні 1955 року — завідувач Чернігівського обласного торгівельного відділу.
З липня 1955 року — на пенсії, персональний пенсіонер союзного значення. До червня 1960 року проживав у місті Чернігові. З червня 1960 року — на пенсії в місті Мінську.

## Нагороди
- ордени
- медалі